# Frances Alda
Pour les articles homonymes, voir Alda.

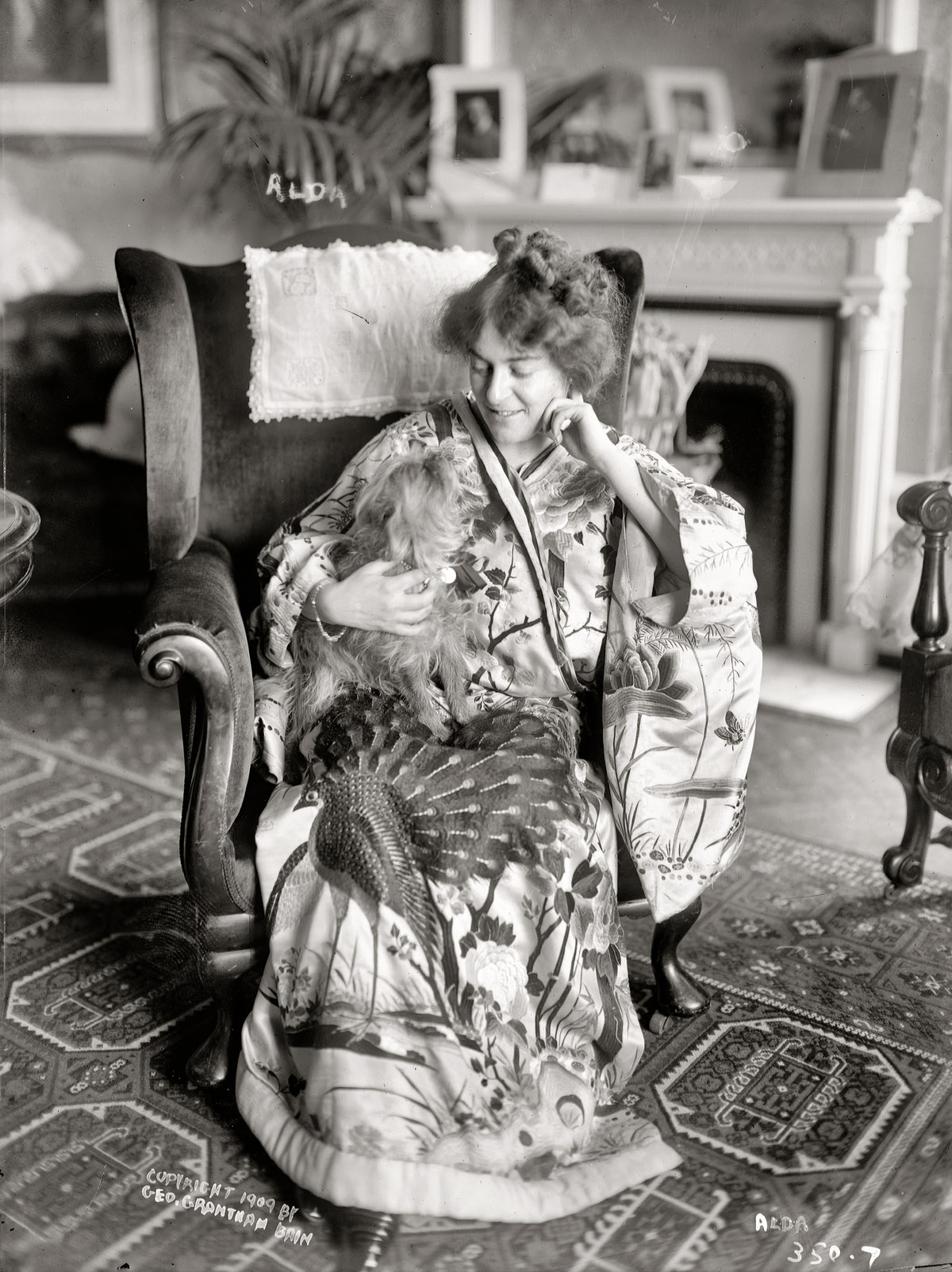
Frances Alda détente loin de la scène, 1909

Frances Davis Alda connue aussi comme Frances Alda-Gatti-Casazza, née Fanny Jane Davis, le 31 mai 1879 à Christchurch en Nouvelle-Zélande et morte le 18 septembre 1952 à Venise, est une soprano néo-zélandaise, élevée en Australie. Elle atteint la célébrité pendant les trois premières décennies du XXe siècle en raison de son exceptionnelle voix, sa technique fine et sa personnalité colorée, ainsi que ses fréquents partenariats au Metropolitan Opera de New York avec Enrico Caruso.

## Carrière
Sa mère, Leonore Simonsen, est une chanteuse prometteuse, issue une famille de musiciens. En septembre 1880, elle divorce de David Davis, le père de Fanny, pour reprendre sa carrière de chanteuse. Fanny passe ses premières années à voyager avec sa mère pour ses tournées. Après un faux départ en Australasie, elle emmène Fanny et son jeune frère à San Francisco, en Californie, en 1883. Leonore Davis s'est remariée avec Herman Adler mais elle est morte d'une péritonite à San Francisco le 29 décembre 1884, peu de temps après son mariage. Après la mort de sa mère, Fanny est envoyée pour vivre avec ses grands-parents maternels, Martin et Fanny Simonsen, à Melbourne, Australie.
Elle chante dans des productions de Gilbert et Sullivan à Melbourne avant de quitter l'Australie pour l'Europe à l'âge de 22 ans dans le but d'entreprendre des études supplémentaires et de poursuivre une carrière internationale de chant. Après avoir reçu des leçons à Paris, comme sa future rivale la soprano Nellie Melba et Sibyl Sanderson, de la célèbre professeure Mathilde Marchesi, qui lui a donné son nom de scène. Après avoir travaillé la mise en scène et la déclamation lyrique avec Victor Capoul, Alda fait ses débuts à l'Opéra-Comique en 1904  dans Manon à la demande de Massenet. Elle passe et débute en octobre 1904 à la Monnaie  dans le rôle de Mannon, puis le rôle de Marguerite dans une reprise de Faust. Elle y crée : Chérubin, Princesse Rayon de Soleil de Paul Gilson, Madame Chrysanthème.
Elle apparaît au Royal Opera House à Covent Garden en 1906 où elle chante Roméo, Faust et Rigoletto avec Caruso . Cleofonte Campanini (en) l'a fait débuter en Italie, après l'avoir entendue à Londres, il lui demande de chanter Rigoletto à Parme avec Alessandro Bonci. Elle chante à La Scala de Milan, au cours de la saison 1906-08,  dont Mefistofele avec Chaliapine . Elle chante à l'Opéra de Buenos-Aires, à la Philharmonie de Berlin, à l'Opéra de Varsovie en mars 1908.

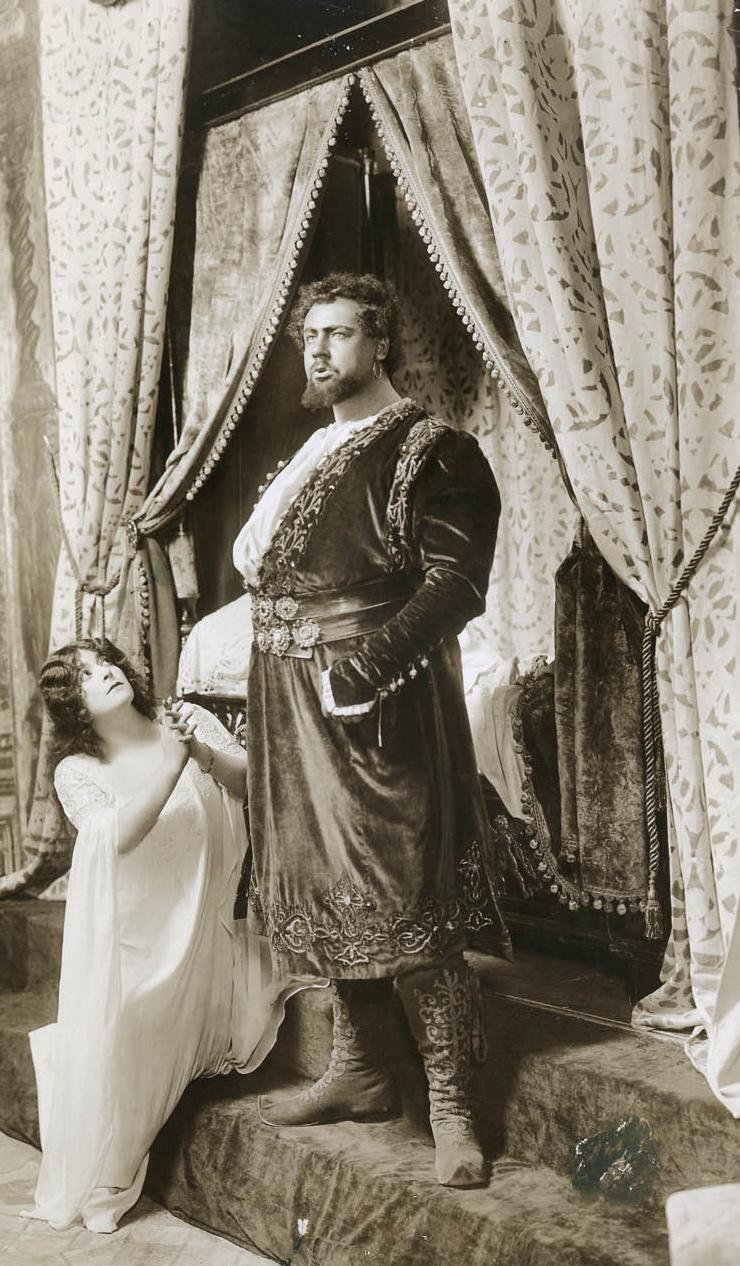
Leo Slezak, dans le rôle-titre d’Otello de Verdi, avec Frances Alda, en 1909 au Met

En 1908, l'ancien imprésario de La Scala Giulio Gatti-Casazza , devient directeur du Metropolitan Opera. Le 7 décembre 1908, Alda y fait ses débuts dans Rigoletto à côté de Caruso, suivi des créations américaines de Les Willis de Puccini et Falstaff de Verdi. En 1909, elle chante dans Otello de Giuseppe Verdi, direction musicale Arturo Toscanini, avec Leo Slezak dans le rôle-titre.
Le 4 avril 1910, Alda et Gatti-Casazza se marient à New York,.

En mai 1910, le théâtre du Châtelet donne une série de représentations « italiennes », destinées à « l'élite » de la société qui se trouve réunie à Paris au printemps, avec le concours des grands solistes, Caruso, Emmy Destinn, Louise Homer, Leo Slezak, Antonio Scotti, les chœurs, le corps de ballet, dans les décors et avec les costumes du Metropolitan Opera venus de New-York, avec l'orchestre dirigé par Arturo Toscanini. Elle y joue le rôle de Desdémone dans Otello, avec Slezak pour partenaire , celui de Nannette dans Falstaff. Le critique de Comoedia écrit : 
« Mme Francès Alda, exquise dans ce rôle trop court, elle, exhale un la bémol véritablement adorable de pureté. »
— Henry Gauthier-Villars
Elle enregistre avec la Victor Talking Machine Company en 1908 et plusieurs de ses enregistrements sont devenus des best-sellers.
C'est à New York qu'elle poursuit sa carrière, acclamée dans des opéras célèbres comme Martha, Manon Lescaut, Otello, Faust, Mefistofele et La Bohème. Elle chante régulièrement avec Enrico Caruso. Elle chante aussi avec la Chicago Grand Opera Company durant la saison 1913-1914.
Au Met, elle crée les rôles-titres dans Madeleine de Victor Herbert, et dans Cleopatra's Night d'Henry Hadley ainsi que Roxane dans Cyrano (en) de Walter Damrosch en 1913.
En 1916, elle joue dans Francesca da Rimini, de Riccardo Zandonai, avec Queenie Smith, Giovanni Martinelli, direction musicale Giorgio Polacco, représenté dix fois, jusqu'en 1918 ; En 1917, dans Mârouf, savetier du Caire, d'Henri Rabaud, avec Thomas Chalmers , Giuseppe De Luca, Kathleen Howard, Léon Rothier, Queenie Smith, direction musicale Pierre Monteux, représenté deux fois, la seconde en 1919 ; En 1918, dans La Bohème de Puccini, avec Thomas Chalmers, Giovanni Martinelli, direction musicale Gennaro Papi.
Elle participe à l'une des plus grandes compilations de chants classiques, The EMI Record of Singing où elle apparaît dans le Volume II - Les chanteurs anglophones.
Alda effectue une tournée en Australie et en Nouvelle-Zélande en 1927. Elle et Gatti-Casazza se séparent l'année suivante, puis divorcent. En 1929, elle quitte le Met mais continue à donner des concerts, à faire des émissions de radio et à apparaître dans des spectacles de vaudeville. Son autobiographie de 1937 est intitulée les Hommes, les Femmes Et les Ténors.
Le 14 avril 1941 à Charleston, Caroline du Sud, elle épouse le directeur publicitaire de Manhattan, Ray Vir Den qui a dix ans de moins qu'elle.
Elle aurait eu une retraite aisée à Long Island, et faisant des voyages. Elle est morte d'un accident vasculaire cérébral, certaines sources disent hémorragie cérébrale, le 18 septembre 1952 à Venise, âgé de 73 ans.